# Горд Шунды
Горд Шунды — деревня в Малопургинском районе Удмуртской республики.

## География
Находится в южной части Удмуртии на расстоянии приблизительно 16 км на запад-северо-запад по прямой от районного центра села Малая Пурга.

## История
Известна с 1939 года как починок. До 2021 года входила в состав Норьинского сельского поселения.

## Население
Постоянное население составляло: 63 человека в 2002 году (удмурты 98 %), 53 в 2012.